# حفل توزيع جوائز الغولدن غلوب السابع والسبعون
حفل جائزة الغولدن غلوب السابع والسبعون (بالإنجليزية: 77th Golden Globe Awards)‏ هو حفلٌ لتكريم أفضل الأعمال السينمائية والتلفزيونية لسنة 2019 من قبل رابطة هوليوود للصحافة الأجنبية، استُضيف الحفل في 5 يناير 2020 في فندق ذا بيفرلي هيلتون، في حي بيفرلي هيلز في لوس أنجلوس وبدأ الساعة 5:00 م بالتوقيت الباسيفيكي. الحفل من إنتاج شركة ديك كلارك للإنتاج بالتعاون مع رابطة هوليوود للصحافة الأجنبية، وبُثّ في الولايات المتحدة على شبكة إن بي سي ودبي وان وإم بي سي 4 في الشرق الأوسط وشمال أفريقيا. قدم الحفل الإنجليزي ريكي جيرفيه.

## الفائزون والمرشحون

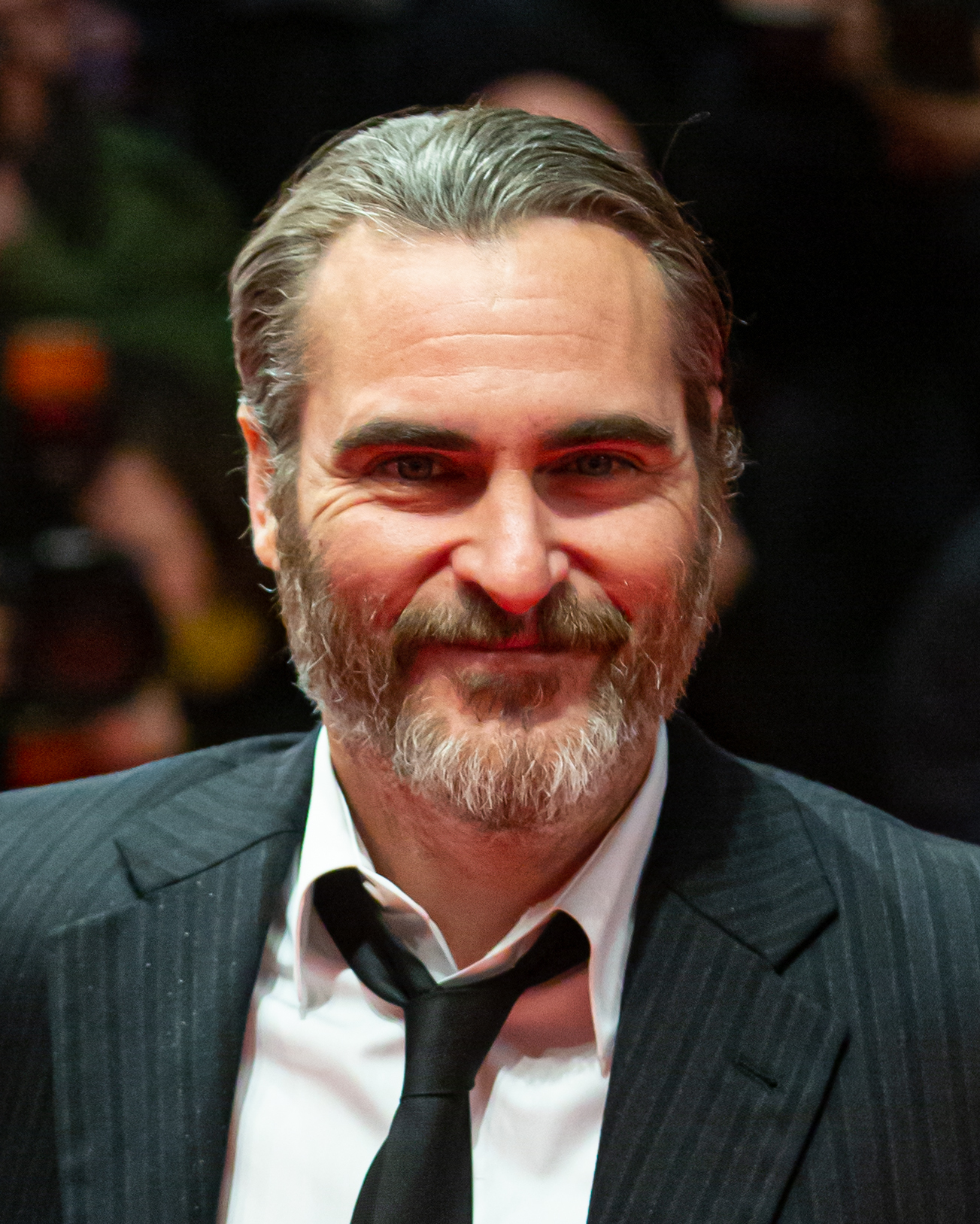
خواكين فينيكس, جائزة أفضل ممثل في فيلم سينمائي – دراما

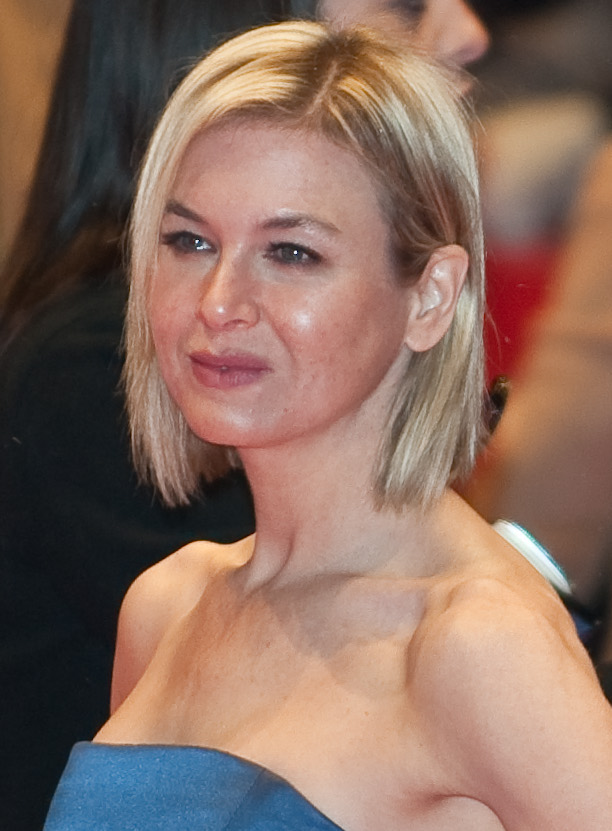
رينيه زيلويغر, جائزة أفضل ممثلة في فيلم سينمائي – دراما

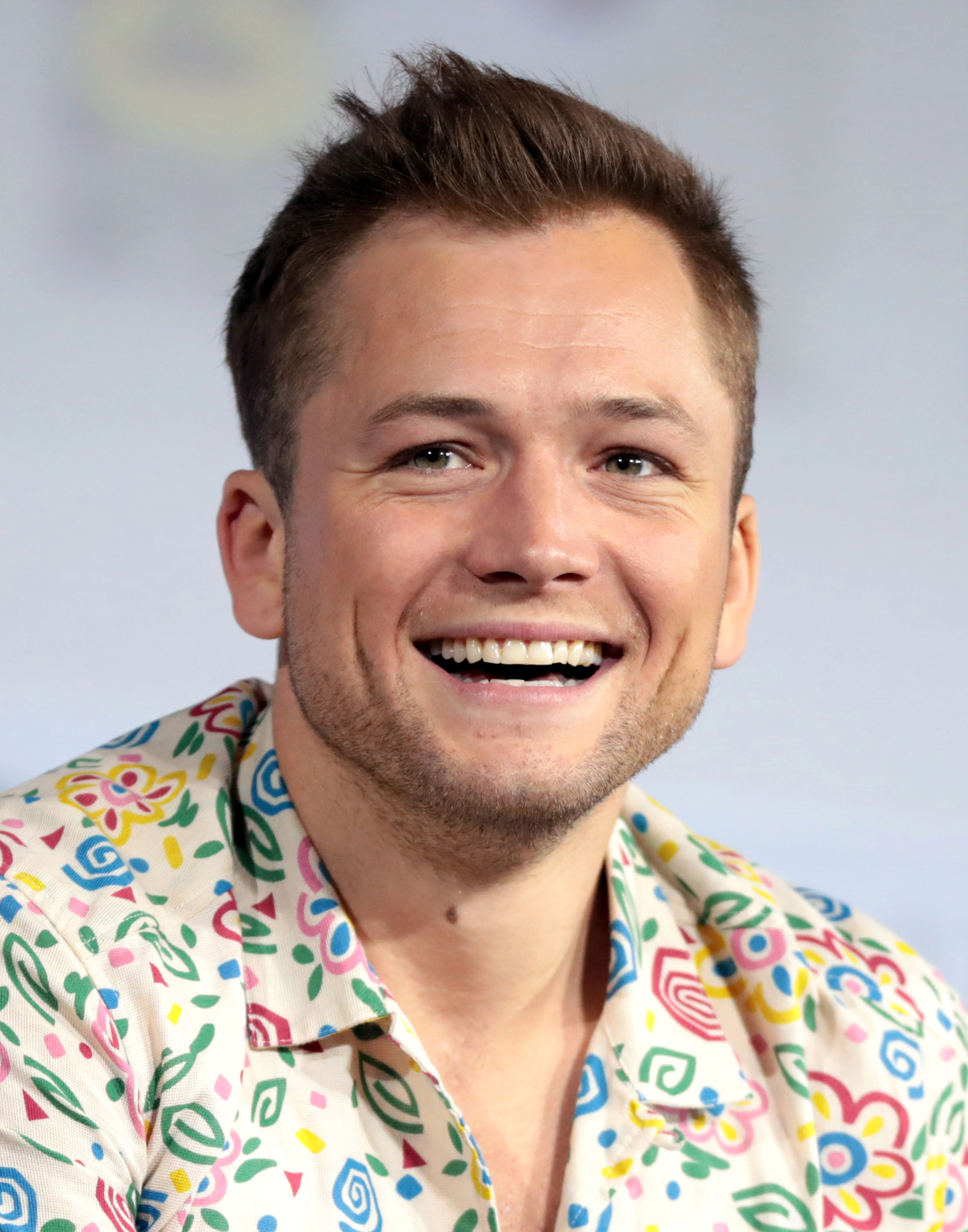
تارون إيجرتون, أفضل ممثل في فيلم سينمائي – موسيقي أو كوميدي

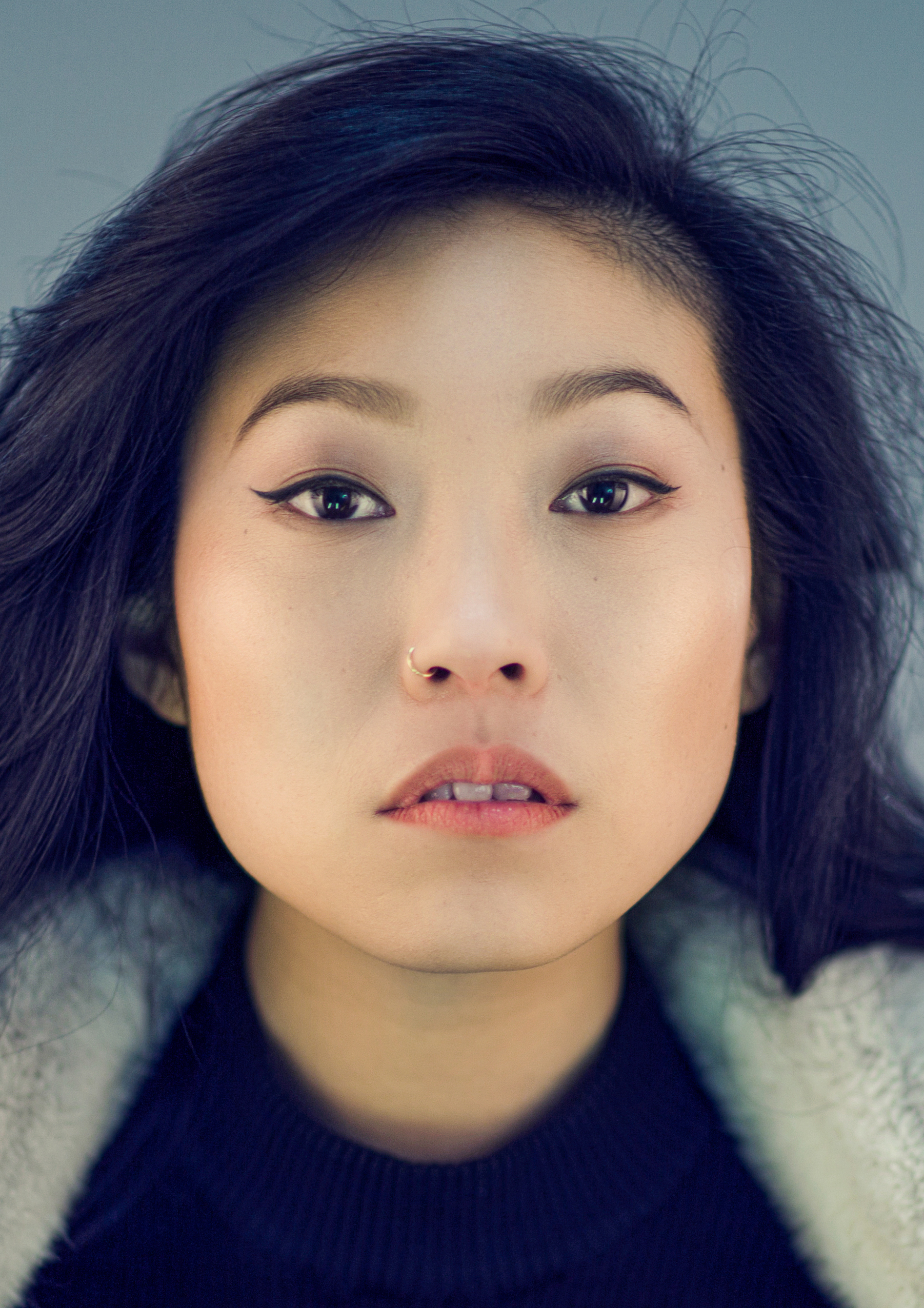
أوكوافينا, أفضل ممثلة في فيلم موسيقي – فائزة بفيلم موسيقي أو كوميدي

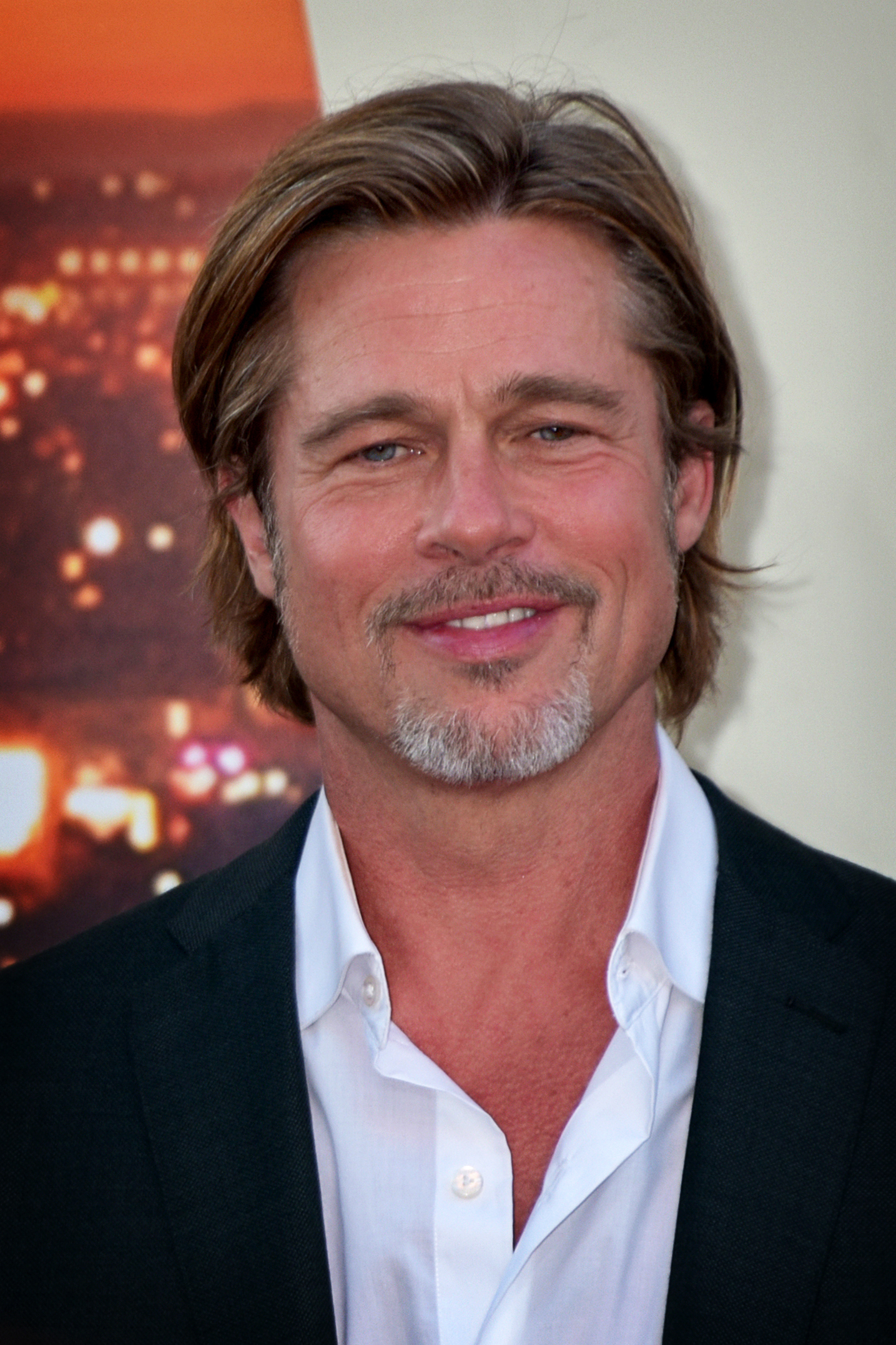
براد بيت, الفائز بجائزة أفضل ممثل مساعد

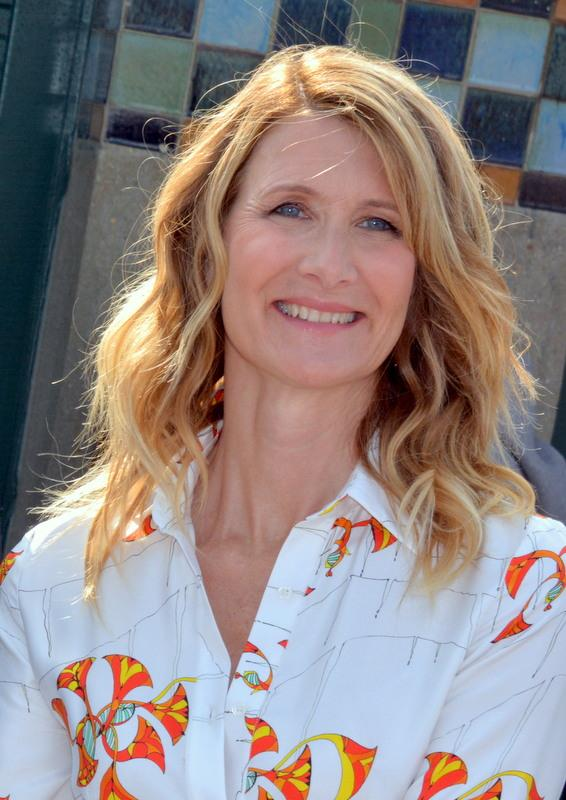
لورا ديرن, الفائزة بجائزة أفضل ممثلة مساعدة

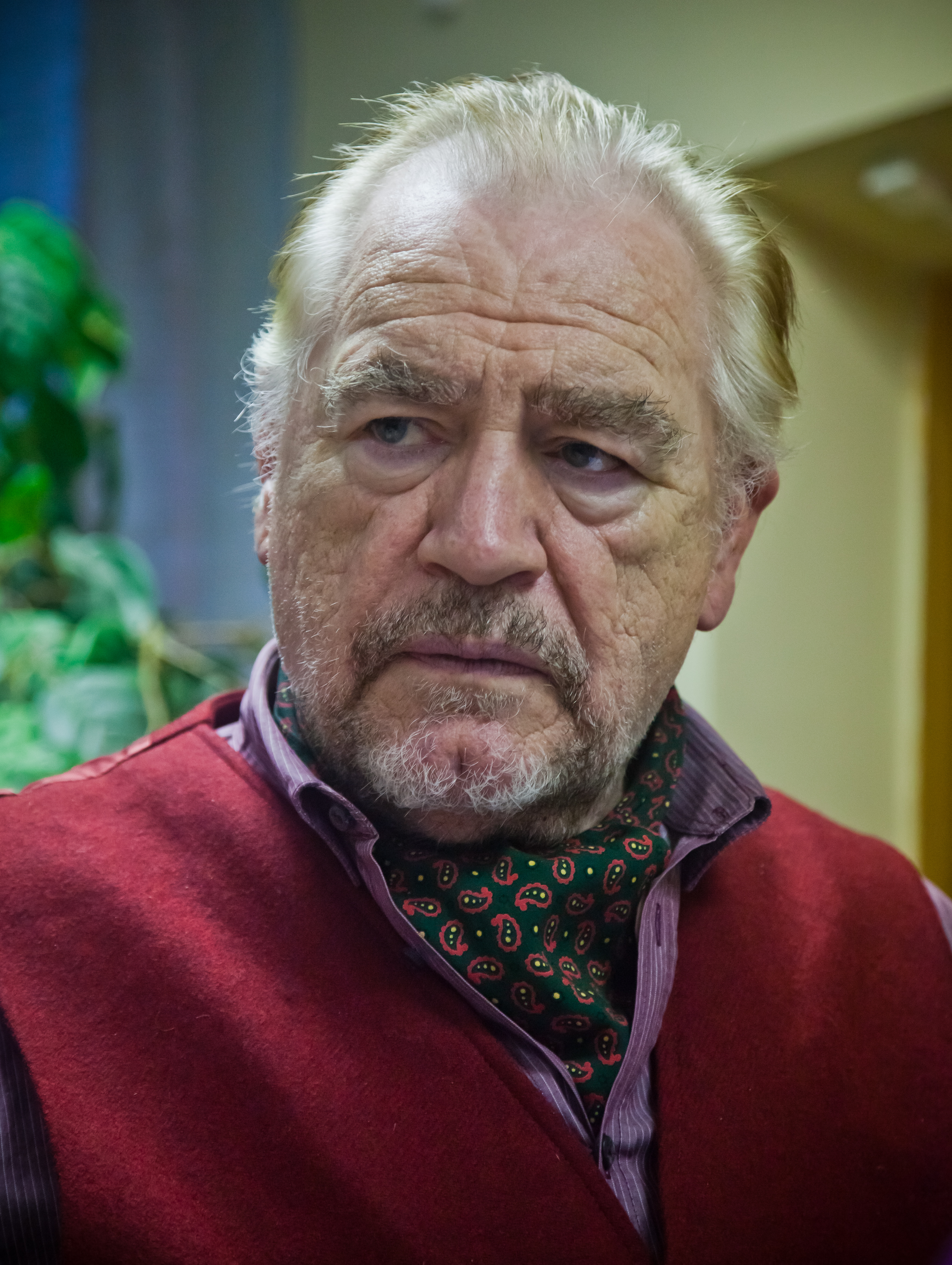
براين كوكس, أفضل ممثل في مسلسل تلفزيوني – حائز على جائزة الدراما

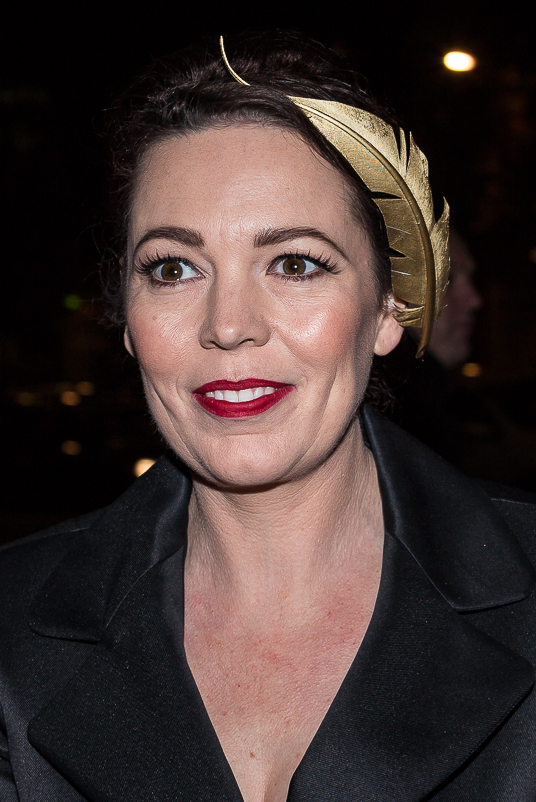
أوليفيا كولمان, أفضل ممثلة في مسلسل تلفزيوني - فائزة بالدراما

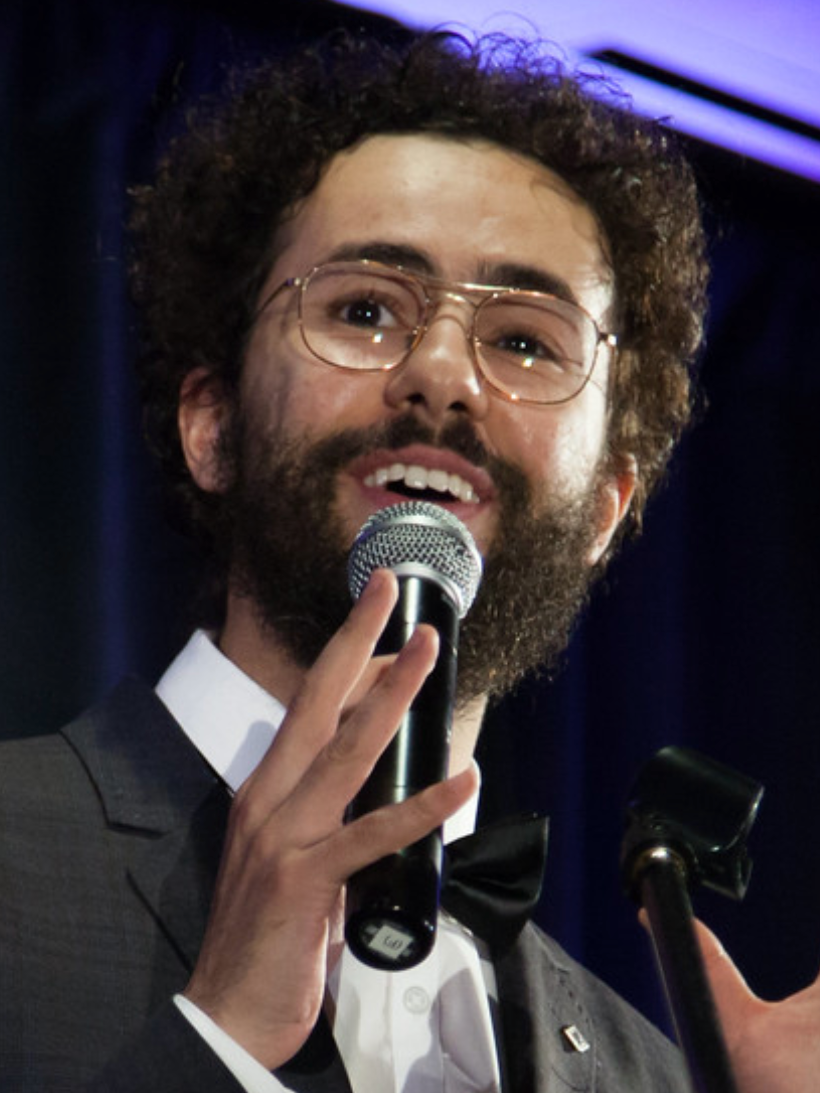
رامي يوسف, جائزة أفضل ممثل في مسلسل تلفزيوني – كوميدي أو موسيقي

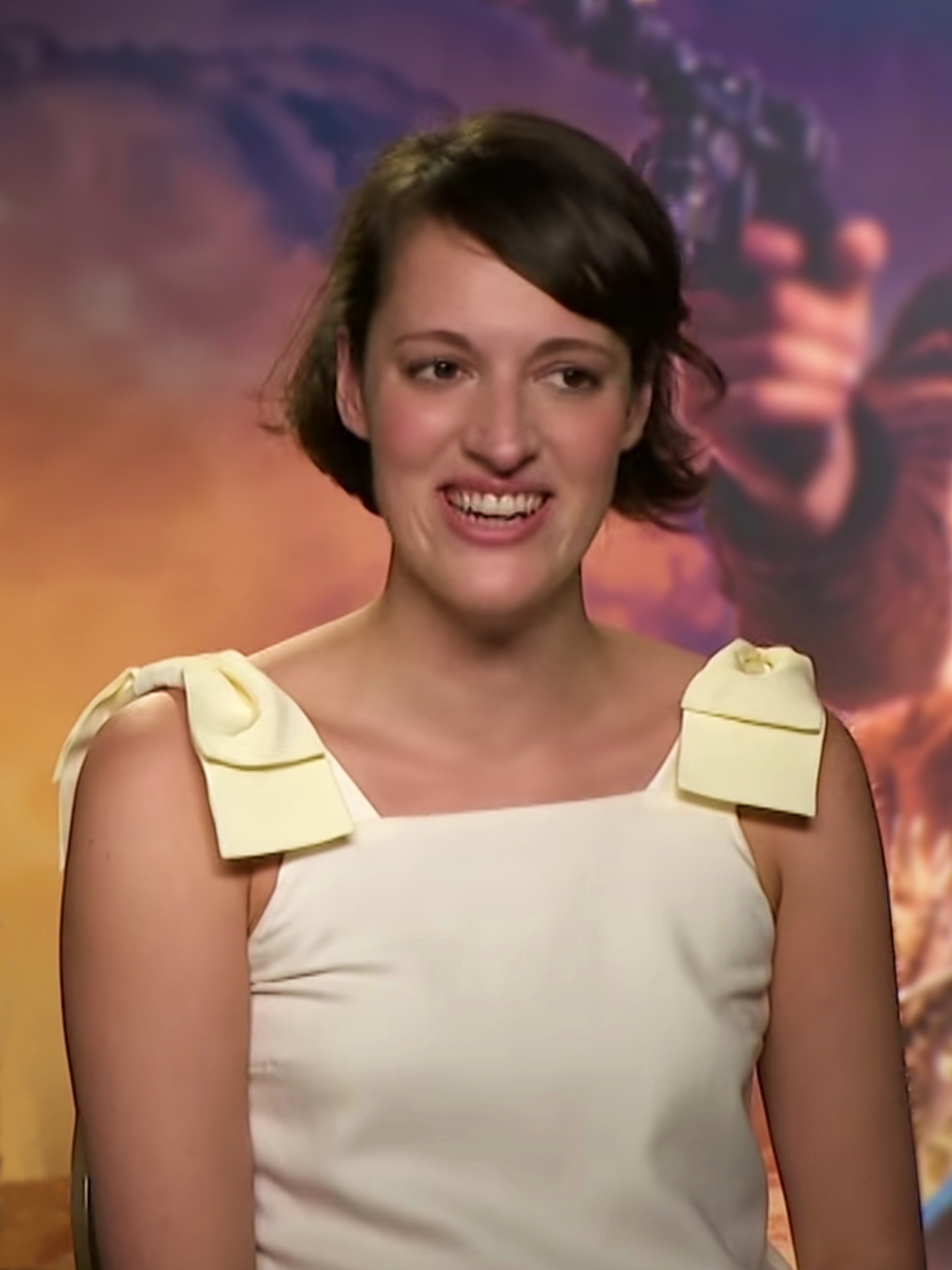
فيبي والر بريدج, أفضل ممثلة في مسلسل تلفزيوني – فائزة بمسلسل كوميدي أو موسيقي

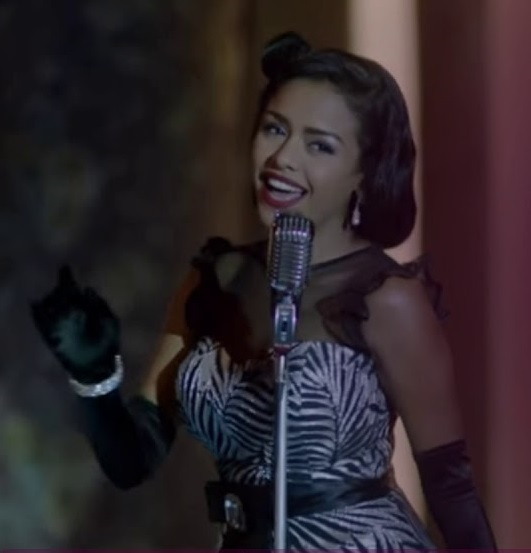
أسماء أبو اليزيد, أفضل ممثلة في مسلسل تلفزيوني – فائزة بمسلسل كوميدي أو موسيقي

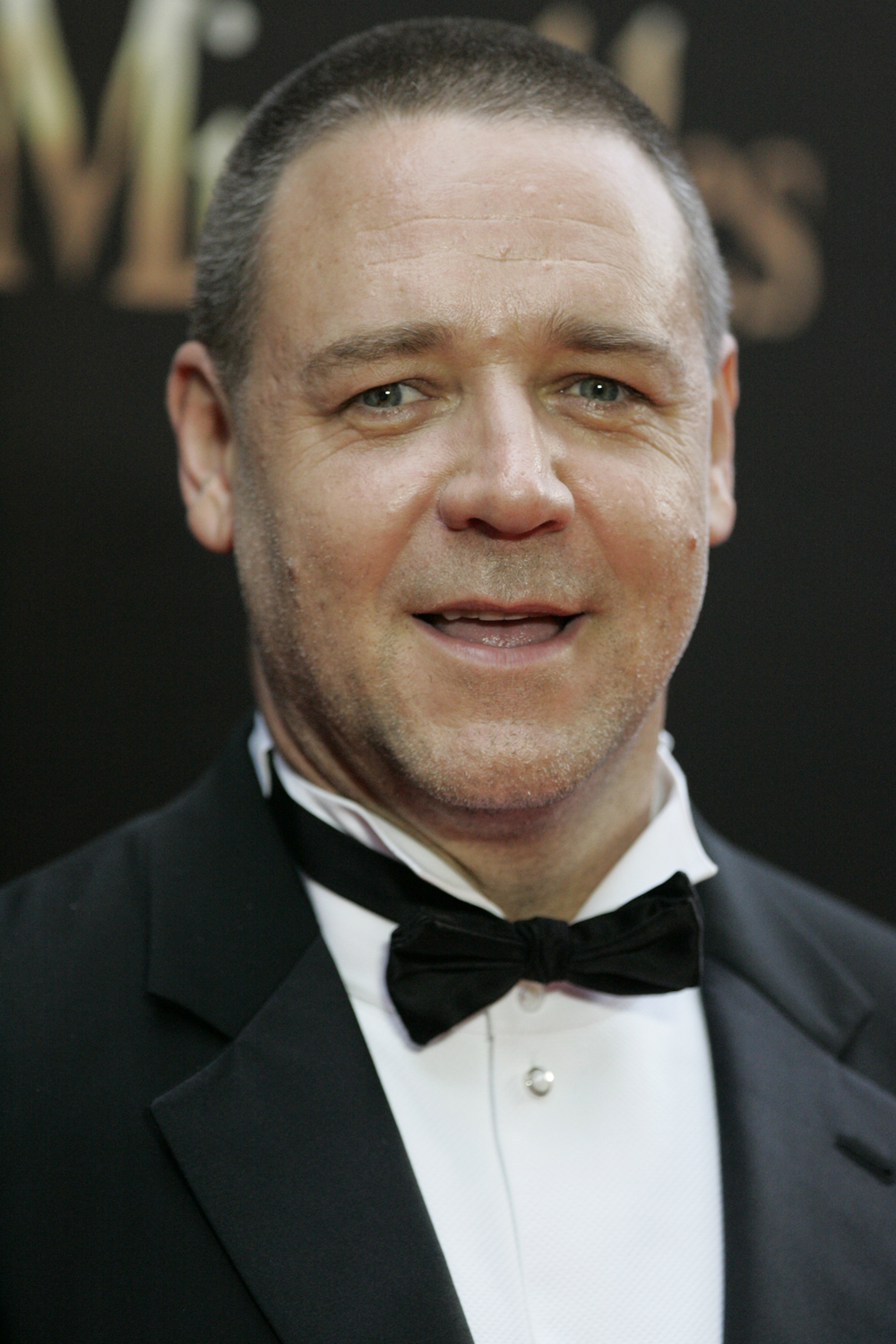
راسل كرو, الفائز بجائزة أفضل ممثل في مسلسل قصير أو فيلم تلفزيوني

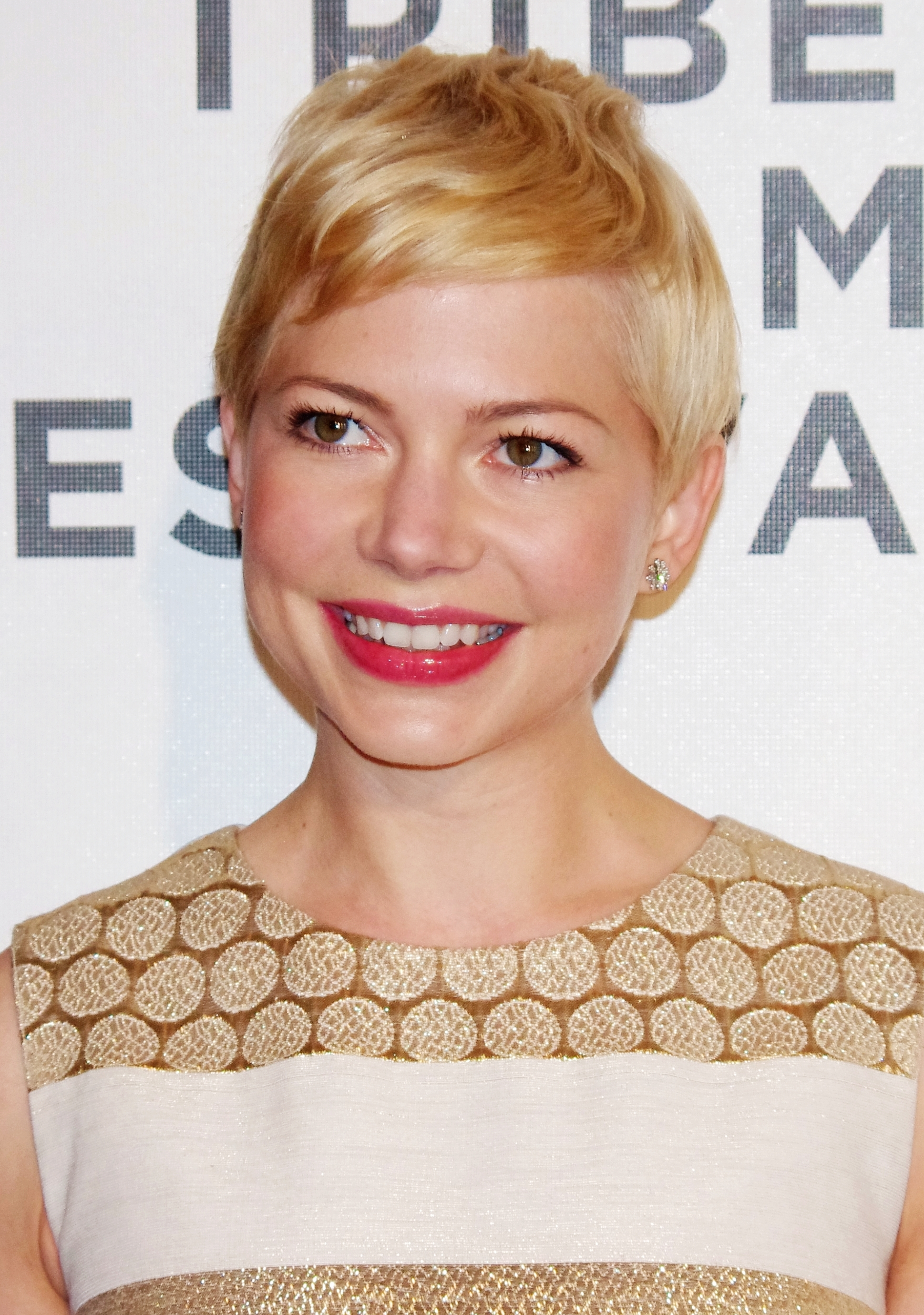
ميشيل ويليامز, الفائزة بجائزة أفضل ممثلة في مسلسل قصير أو فيلم تلفزيوني

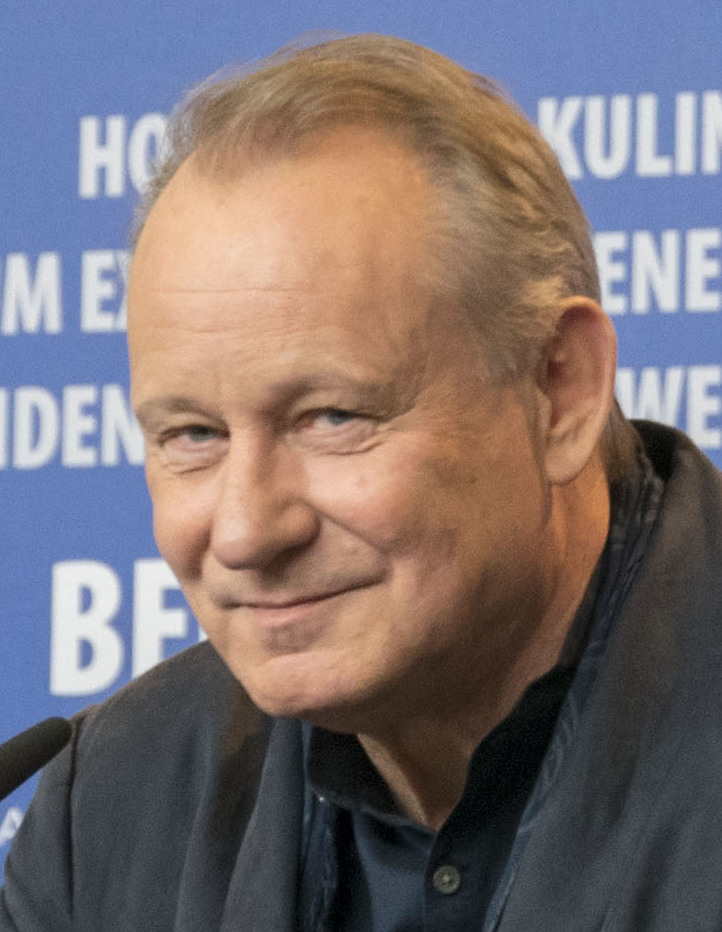
ستيلان سكارسغارد, الفائز بجائزة أفضل ممثل مساعد في مسلسل ,أو مسلسل قصير أو فيلم تلفزيوني

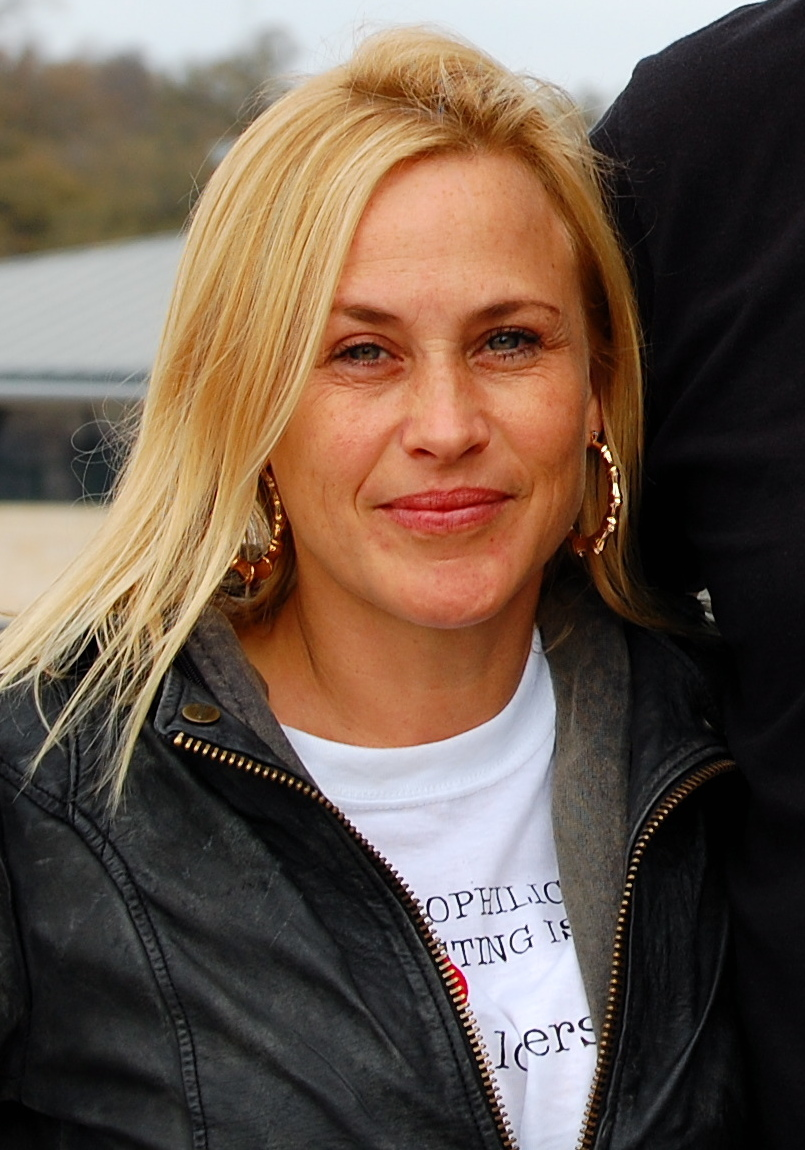
باتريشيا أركيت, الفائزة بجائزة أفضل ممثلة مساعدة في مسلسل أو مسلسل قصير أو فيلم تلفزيوني

### Film
| Best Motion Picture | Best Motion Picture |
| Drama | Musical or Comedy |
| --- | --- |
| - 1917 - الأيرلندي (فيلم) - Joker - قصة زواج (فيلم) - الباباوان (فيلم) | - حدث ذات مرة في هوليوود - Dolemite Is My Name - الأرنب جوجو - أخرجوا السكاكين - Rocketman |
| Best Performance in a Motion Picture – Drama | |
| Actor | Actress |
| - خواكين فينيكس – Joker as Arthur Fleck / Joker - كريستيان بيل – فورد ضد فيراري as كين مايلز - أنتونيو بانديراس – ألم ومجد (فيلم) as Salvador Mallo - آدم درايفر – قصة زواج (فيلم) as Charlie Barber - جوناثان برايس – الباباوان (فيلم) as Cardinal Jorge Mario Bergoglio | - رينيه زيلويغر – Judy as جودي غارلند - سينثيا إيريفو – Harriet as هاريت توبمان - سكارليت جوهانسون – قصة زواج (فيلم) as Nicole Barber - سيرشا رونان – Little Women as Josephine "Jo" March - تشارليز ثيرون – Bombshell as ميغين كيلي |
| Best Performance in a Motion Picture – Musical or Comedy | |
| Actor | Actress |
| - تارون إيجرتون – Rocketman as إلتون جون - دانيال كريغ – أخرجوا السكاكين as Benoit Blanc - رومان غريفين دافيس – الأرنب جوجو as Johannes "Jojo" Betzler - ليوناردو دي كابريو – حدث ذات مرة في هوليوود as Rick Dalton - إيدي ميرفي – Dolemite Is My Name as رودي راي مور ‏   | - أوكوافينا – The Farewell ‏ as Billi Wang - آنا دي أرماس – أخرجوا السكاكين as Marta Cabrera - كيت بلانشيت – Where'd You Go, Bernadette as Bernadette Fox - بيني فيلدشتاين – مثقف (فيلم) as Molly Davidson - إيما تومسون – Late Night ‏ as Katherine Newbury |
| Best Supporting Performance in a Motion Picture | |
| Supporting Actor | Supporting Actress |
| - براد بيت – حدث ذات مرة في هوليوود as Cliff Booth - توم هانكس – يوم جميل في الحي as فريد روجرز - أنتوني هوبكنز – الباباوان (فيلم) as بندكت السادس عشر - آل باتشينو – الأيرلندي (فيلم) as جيمي هوفا - جو بيشي – الأيرلندي (فيلم) as راسل بوفالينو ‏                        | - لورا ديرن – قصة زواج (فيلم) as Nora Fanshaw - كاثي بيتس – Richard Jewell as Barbara "Bobi" Jewell - آنيت بنينغ – The Report ‏ as ديان فاينستاين - جينيفر لوبيز – Hustlers as Ramona Vega - مارجو روبي – Bombshell as Kayla Pospisil |
| Other | |
| Best Director | Best Screenplay |
| - سام ميندز – 1917 - بونغ جون هو – Parasite - تود فيليبس – Joker - مارتن سكورسيزي – الأيرلندي (فيلم) - كوينتن تارانتينو – حدث ذات مرة في هوليوود | - كوينتن تارانتينو – حدث ذات مرة في هوليوود - نواه باومباخ – قصة زواج (فيلم) - بونغ جون هو and هان جين-وون ‏ – Parasite - أنتوني ماكارتن – الباباوان (فيلم) - ستيفن زيليان – الأيرلندي (فيلم) |
| Best Original Score | Best Original Song |
| - هيلدور غونادوتير – Joker - ألكسندر ديسبلا – Little Women - راندي نيومان – قصة زواج (فيلم) - توماس نيومان – 1917 - دانيال بيمبرتون – بروكلين بلا أم (فيلم) | - "(I'm Gonna) Love Me Again" (إلتون جون and بيرني توبين) – Rocketman - "Beautiful Ghosts" (تايلور سويفت and أندرو لويد ويبر) – Cats - "Into the Unknown ‏" (كريستن أندرسون لوبيز ‏ and روبرت لوبيز) – ملكة الثلج 2 - "Spirit" (بيونسيه، Timothy McKenzie, and Ilya Salmanzadeh) – The Lion King - "Stand Up ‏" (Joshuah Brian Campbell and سينثيا إيريفو) – Harriet |
| Best Animated Feature Film | Best Foreign Language Film |
| - Missing Link - ملكة الثلج 2 - كيف تروض تنينك: العالم الخفي - The Lion King - حكاية لعبة 4 | - Parasite (كوريا الجنوبية) - The Farewell ‏ (USA) - Les Misérables (فرنسا) - ألم ومجد (فيلم) (إسبانيا) - صورة فتاة تحترق (فيلم) (فرنسا) |

### Films with multiple nominations
The following films received multiple nominations:
| Nominations | Films                  |
| ----------- | ---------------------- |
| 6           | قصة زواج (فيلم)        |
| 5           | الأيرلندي (فيلم)       |
| 5           | حدث ذات مرة في هوليوود |
| 4           | Joker                  |
| 4           | الباباوان (فيلم)       |
| 3           | 1917                   |
| 3           | أخرجوا السكاكين        |
| 3           | Parasite               |
| 3           | Rocketman              |
| 2           | Bombshell              |
| 2           | Dolemite Is My Name    |
| 2           | The Farewell ‏          |
| 2           | ملكة الثلج 2           |
| 2           | Harriet                |
| 2           | الأرنب جوجو            |
| 2           | The Lion King          |
| 2           | Little Women           |
| 2           | ألم ومجد (فيلم)        |

### Films with multiple wins
The following films received multiple wins:
| Wins | Films                  |
| ---- | ---------------------- |
| 3    | حدث ذات مرة في هوليوود |
| 2    | 1917                   |
| 2    | Joker                  |
| 2    | Rocketman              |

### Television
| Best Television Series | Best Television Series |
| Drama | Musical or Comedy |
| --- | --- |
| - Succession (إتش بي أو) - Big Little Lies (HBO) - The Crown (نتفليكس) - قتل إيف (بي بي سي أمريكا) - The Morning Show (أبل تي في +) | - فليباغ (Prime Video) - Barry (HBO) - طريقة كومينسكي ‏ (Netflix) - السيدة مايزل الرائعة (Prime Video) - The Politician (Netflix) - الآنسة فرح (إم بي سي 4) |
| Best Performance in a Television Series – Drama | |
| Actor | Actress |
| - Brian Cox – Succession (HBO) as Logan Roy - كيت هارينغتون – صراع العروش (HBO) as Jon Snow - رامي مالك – السيد روبوت (يو إس إيه نيتورك) as Elliot Alderson - توبايس مينزيس – The Crown (Netflix) as فيليب دوق إدنبرة - Billy Porter – Pose (FX) as Pray Tell                                         | - أوليفيا كولمان – The Crown (Netflix) as Queen Elizabeth II - جينيفر أنيستون – The Morning Show (Apple TV+) as Alex Levy - جودي كومر – قتل إيف (BBC America) as Oksana Astankova / Villanelle ‏ - نيكول كيدمان – Big Little Lies (HBO) as Celeste Wright - ريس ويذرسبون – The Morning Show (Apple TV+) as Bradley Jackson                                                                      |
| Best Performance in a Television Series – Musical or Comedy | |
| Actor | Actress |
| - رامي يوسف – Ramy (هولو) as Ramy Hassan - مايكل دوغلاس – طريقة كومينسكي ‏ (Netflix) as Sandy Kominsky - بيل هادر – Barry (HBO) as Barry Berkman / Barry Block - بن بلات – The Politician (Netflix) as Payton Hobart - بول رود – Living with Yourself (Netflix) as Miles Elliot / Miles Elliot's Clone | - فيبي والر بريدج – فليباغ (Prime Video) as Fleabag - كريستينا أبلغيت – Dead to Me (Netflix) as Jen Harding - أسماء أبو اليزيد – الآنسة فرح (إم بي سي 4) بدور فرح - رايتشل بروسنان – السيدة مايزل الرائعة (Prime Video) as Miriam "Midge" Maisel - كيرستين دانست – On Becoming a God in Central Florida (Showtime) as Krystal Stubbs - ناتاشا ليون – Russian Doll ‏ (Netflix) as Nadia Vulvokov |
| Best Performance in a Miniseries or Television Film | |
| Actor | Actress |
| - راسل كرو – The Loudest Voice (Showtime) as روجر آيلز - كريستوفر آبوت – Catch-22 (Hulu) as Capt. John Yossarian ‏ - ساشا بارون كوهين – The Spy (Netflix) as Eli Cohen / Kamel Amin Thaabet - جاريد هاريس – Chernobyl (HBO) as فاليري ليجاسوف - سام روكويل – Fosse/Verdon (FX) as بوب فوس              | - Michelle Williams – Fosse/Verdon (FX) as جوين فيردون - كايتلين ديفير – Unbelievable (Netflix) as Marie Adler - جوي كينج – The Act ‏ (Hulu) as Gypsy Rose Blanchard ‏ - هيلين ميرين – Catherine the Great (HBO) as كاترين الثانية - ميريت ويفر – Unbelievable (Netflix) as Det. Karen Duvall |
| Best Supporting Performance in a Series, Miniseries or Television Film | |
| Supporting Actor | Supporting Actress |
| - ستيلان سكارسغارد – Chernobyl (HBO) as بوريس شربينا - ألان آركين – طريقة كومينسكي ‏ (Netflix) as Norman Newlander - كيران كولكين – Succession (HBO) as Roman Roy - Andrew Scott – فليباغ (Prime Video) as The Priest - هنري وينكلر – Barry (HBO) as Gene Cousineau                                    | - باتريشيا أركيت – The Act ‏ (Hulu) as Dee Dee Blanchard - هيلينا بونهام كارتر – The Crown (Netflix) as Princess Margaret - توني كوليت – Unbelievable (Netflix) as Det. Grace Rasmussen - ميريل ستريب – Big Little Lies (HBO) as Mary Louise Wright - إميلي واتسون – Chernobyl (HBO) as Ulana Khomyuk                                                                                           |
| Best Miniseries or Television Film | |
| - Chernobyl (HBO) - Catch-22 (Hulu) - Fosse/Verdon (FX) - The Loudest Voice (Showtime) - Unbelievable (Netflix) | |

### Series with multiple nominations
The following television series received multiple nominations:
| Nominations | Series               |
| ----------- | -------------------- |
| 4           | Chernobyl            |
| 4           | The Crown            |
| 4           | Unbelievable         |
| 3           | Barry                |
| 3           | Big Little Lies      |
| 3           | فليباغ               |
| 3           | Fosse/Verdon         |
| 3           | طريقة كومينسكي ‏      |
| 3           | The Morning Show     |
| 3           | Succession           |
| 2           | The Act ‏             |
| 2           | Catch-22             |
| 2           | قتل إيف              |
| 2           | The Loudest Voice    |
| 2           | السيدة مايزل الرائعة |
| 2           | الآنسة فرح           |
| 2           | The Politician       |

### Series with multiple wins
The following three series received multiple wins:
| Wins | Series     |
| ---- | ---------- |
| 2    | Chernobyl  |
| 2    | فليباغ     |
| 2    | Succession |

### Cecil B. DeMille Award
The Cecil B. DeMille Award is an honorary award bestowed for outstanding contributions to the world of entertainment. It is awarded to honorees who have made a significant mark in the film industry and is named after its first recipient, director سيسيل ديميل.
- توم هانكس[2]

### Carol Burnett Award
The Carol Burnett Award ‏ is an honorary award given for outstanding and lasting contributions to television on or off the screen. It is named in honor of its first recipient, actress كارول بيرنت.
- ألين دي جينيريس[3]

## Ceremony

### Golden Globe Ambassadors
The ملكة جمال غولدن غلوبs are Dylan Brosnan and Paris Brosnan, sons of بيرس بروسنان and Keely Shaye Smith.

### Presenters
The following individuals presented awards at the ceremony:
- جينيفر أنيستون and ريس ويذرسبون with Best Actor – Television Series Musical or Comedy and Best Actor – Miniseries or Television Film
- آنيت بنينغ introduced 1917
- إلتون جون and بيرني توبين introduced Rocketman
- مات بامر and صوفيا فيرغارا with Best Supporting Actor – Series, Miniseries or Television Film and Best Television Series – Drama
- هارفي كيتل introduced الأيرلندي (فيلم)
- تيد دانسون and كيري واشنطن with Best Actress – Television Series Musical or Comedy
- كيت هارينغتون and سينا ميلير with Best Foreign Language Film
- كيت ماكينون with the Carol Burnett Award
- دانيال كريغ and آنا دي أرماس introduced أخرجوا السكاكين
- تيم ألين and لورين غراهام with Best Actor – Television Series Drama
- إيوان مكريغور and مارجو روبي with Best Screenplay
- آيمي بولر and تايلور سويفت with Best Animated Feature Film
- ليوناردو دي كابريو and براد بيت introduced حدث ذات مرة في هوليوود
- جوينيث بالترو with Best Supporting Actress – Motion Picture
- بريانكا شوبرا and نك جوناس with Best Television Series – Musical or Comedy
- أنسيل إلغورت and داكوتا فانينغ with Best Original Song
- ساشا بارون كوهين introduced الأرنب جوجو
- زوي كرافيتز and جايسون موموا with Best Supporting Actress – Series, Miniseries or Television Film and Best Actress – Television Series Drama
- تشارليز ثيرون with the Cecil B. DeMille Award
- أنتونيو بانديراس and هيلين ميرين with Best Director
- كيت بلانشيت introduced Joker
- تيفاني هاديش and سلمى حايك with Best Actress – Miniseries or Television Film and Best Miniseries or Television Film
- دافين جوي راندولف and ويسلي سنايبس introduced Dolemite Is My Name
- جينيفر لوبيز and بول رود with Best Original Score and Best Supporting Actor – Motion Picture
- Chris Evans and سكارليت جوهانسون with Best Actor – Motion Picture Musical or Comedy and Best Actress – Motion Picture Musical or Comedy
- جيسون بيتمان and نعومي واتس introduced قصة زواج (فيلم)
- ريتشل وايز introduced الباباوان (فيلم)
- بيرس بروسنان and ويل فيرل with Best Motion Picture – Musical or Comedy
- غلين كلوز with Best Actor – Motion Picture Drama
- رامي مالك with Best Actress – Motion Picture Drama
- ساندرا بولوك with Best Motion Picture – Drama

## الجدل
| Ricky Gervais | تويتر |
| ‎@rickygervais |       |

             1. Simply pointing out whether someone is left or right wing isn't winning the argument.
2. If a joke is good enough, it can be enjoyed by anyone.
3. It's not all about you.
4. Just because you're offended, doesn't mean you're right.
         

        January 8, 2020

نشأ الجدل بعد ذلك ريكي جيرفيه' المونولوج الافتتاحي, الذي كان ينظر إليه على أنه هجوم على النفاق المتصور هوليوود. لقد مازح في عدة مواضيع مثيرة للجدل مثل الموت لجيفري إبستين, الفضيحة رشوة القبول في الجامعات 2019 ‏, وانجذاب ليوناردو دي كابريو في منتصف العمر إلى النساء الأصغر سنًا. كما اتهم جيرفيه مازحا Hollywood Foreign Press لعنصرية لافتقارها إلى التنوع في قسم "في الذكرى" سخرية Amazon، Apple وDisney لممارساتهم العمالية، وتوبيخ الحاصلين على الجوائز الذين يتحدثون عن آرائهم السياسية في خطابات القبول.
لاقت تعليقات جيرفيه ردود فعل متباينة عبر الطيف السياسي. بينما المحافظون أشاد بشدة بجيرفيه, الصحفيين من ليبرالية وكانت المنافذ أكثر أهمية, مع رولينغ ستون's روب شيفيلد وصف مونولوجه بأنه "قديم بشكل لا يصدق". من بين الانتقادات، قال جيرفيه إنه "الأفضل على الإطلاق"، ودافع لاحقًا عن نكاته في أ tweet.

## وصلات خارجية
- حفل توزيع جوائز الغولدن غلوب السابع والسبعون على موقع IMDb (الإنجليزية)
- حفل توزيع جوائز الغولدن غلوب السابع والسبعون على موقع كينوبويسك (الروسية)